# Tursunoy Saidazimova
Tursunoy Saidazimova (parfois écrit Tursunoi), née en 1911 à Tachkent dans le Turkestan russe, était la première actrice ouzbèke de l’ex-URSS à s’être fait connaître pour avoir retiré son voile sur scène. Elle a été assassinée par son mari le 10 mai 1928 à Boukhara (République socialiste soviétique d'Ouzbékistan) au cours d’un crime d’honneur quelque temps seulement après que sa carrière ait décollé.

## Carrière musicale
Elle rencontra Hamza Hakimzade Niyazi à Tachkent en 1926 qui devint rapidement son ami et qui réussit à la convaincre de faire de l’opéra. Entre 1925 et 1927, elle étudia le théâtre au Drama Studio Ouzbek de Moscou et était une étudiante de Niyazi. Dès 1927 et jusqu’à sa mort, Tursunoy était une actrice de l’Union nationale dramatique ouzbèke où elle réalisait également de nombreuses performances de chants. Ses collègues actrices la surnommait le « rossignol ouzbek » pour sa belle voix et ses talents de chanteuse.

## Assassinat et martyr
Elle est assassinée par son mari à la suite de pressions exercées par la famille de ce dernier : cette famille estimait avoir été déshonorée parce que  Tursunoy s'était produite sur scène sans voile en 1928 alors qu'elle était âgée de 18 ans. Sa mort a été déplorée par la communauté théâtrale ouzbèke. Niyazi lut son eulogie qu’il avait lui-même écrit au moment de ses funérailles provoquant les pleurs des nombreuses personnes réunies. Niyazi écrivit ensuite un poème commémorant la mort de Tursunoy, la surnommant « martyre des arts ». Son assassinat est toujours commémoré de nos jours et les efforts visant à préserver sa mémoire existent encore. À l’inverse de sa collègue Nourkhon Youlacheva également assassinée et condamnée à la damnatio memoriae, Saidazimova reste gravée dans les mémoires et son nom est toujours présent dans les sphères théâtre ouzbèkes, principalement en raison du succès du poème commémorant sa mort qui raconte sa vie et la place comme une martyre,,.